# Hàng không năm 2000
Đây là danh sách các sự kiện hàng không nổi bật xảy ra trong năm 2000:

## Chuyến bay đầu tiên

#### Tháng 1
- Chuyến bay tự động điều khiển đầu tiên của RQ-8A Fire Scout

### Tháng 2
- 29 tháng 2 - Mikoyan-Gurevich MiG-35

### Tháng 3
- Adam M-309 CarbonAero

### Tháng 7
- 18 tháng 7 - Dassault AVE-D Petit Duc UAV hoạt động bí mật